# Noorwegen op de Olympische Winterspelen 1998
Tijdens de Olympische Winterspelen van 1998, die in Nagano (Japan) werden gehouden, nam Noorwegen voor de achttiende keer deel.

## Medailleoverzicht
| Sport              | Olympiër                                                                          | Discipline                    | Medaille |
| ------------------ | --------------------------------------------------------------------------------- | ----------------------------- | -------- |
| Alpineskiën        | Hans Petter Buraas                                                                | slalom (m)                    | Goud     |
| Biatlon            | Ole Einar Bjørndalen                                                              | 10 km (m)                     | Goud     |
| Biatlon            | Halvard Hanevold                                                                  | 20 km (m)                     | Goud     |
| Langlaufen         | Bjørn Dæhlie                                                                      | 10 km klassiek (m)            | Goud     |
| Langlaufen         | Bjørn Dæhlie                                                                      | 50 km vrije stijl (m)         | Goud     |
| Langlaufen         | Thomas Alsgaard                                                                   | achtervolging 10 km+15 km (m) | Goud     |
| Langlaufen         | Sture Sivertsen Erling Jevne Bjørn Dæhlie Thomas Alsgaard                         | 4x10 km estafette (m)         | Goud     |
| Noordse combinatie | Bjarte Engen Vik                                                                  | individueel (m)               | Goud     |
| Noordse combinatie | Halldor Skard Kenneth Braaten Bjarte Engen Vik Fred Børre Lundberg                | team (m)                      | Goud     |
| Schaatsen          | Ådne Søndrål                                                                      | 1500 m (m)                    | Goud     |
| Alpineskiën        | Lasse Kjus                                                                        | afdaling (m)                  | Zilver   |
| Alpineskiën        | Lasse Kjus                                                                        | combinatie (m)                | Zilver   |
| Alpineskiën        | Ole Kristian Furuseth                                                             | slalom (m)                    | Zilver   |
| Biatlon            | Frode Andresen                                                                    | 10 km (m)                     | Zilver   |
| Biatlon            | Egil Gjelland Halvard Hanevold Dag Bjørndalen Ole Einar Bjørndalen                | 4x7,5 km estafette (m)        | Zilver   |
| Langlaufen         | Erling Jevne                                                                      | 30 km klassiek (m)            | Zilver   |
| Langlaufen         | Bjørn Dæhlie                                                                      | achtervolging 10 km+15 km (m) | Zilver   |
| Langlaufen         | Bente Martinsen Marit Mikkelsplass Elin Nilsen Anita Moen-Guidon                  | 4x5 km estafette (v)          | Zilver   |
| Snowboarden        | Daniel Franck                                                                     | halfpipe (m)                  | Zilver   |
| Snowboarden        | Stine Brun Kjeldaas                                                               | halfpipe (v)                  | Zilver   |
| Biatlon            | Ann Elen Skjelbreid Annette Sikveland Gunn Margit Andreassen Liv Grete Skjelbreid | 4x7,5 km estafette (v)        | Brons    |
| Curling            | Eigil Ramsfjell Jan Thoresen Stig-Arne Gunnestad Anthon Grimsmo Tore Torvbråten   | mannen                        | Brons    |
| Freestyleskiën     | Kari Traa                                                                         | moguls (v)                    | Brons    |
| Langlaufen         | Bente Martinsen                                                                   | 5 km klassiek (v)             | Brons    |
| Langlaufen         | Anita Moen-Guidon                                                                 | 15 km klassiek (v)            | Brons    |

## Deelnemers en resultaten
(m) = mannen, (v) = vrouwen 

### Alpineskiën
| Olympiër                       | Discipline       | Resultaat | Prestatie                                                       |
| ------------------------------ | ---------------- | --------- | --------------------------------------------------------------- |
| Kjetil André Aamodt            | afdaling (m)     | 13e       | 1.51,72 (+1,61)                                                 |
| Kjetil André Aamodt            | super g (m)      | 5e        | 1.35,67 (+0,85)                                                 |
| Kjetil André Aamodt            | reuzenslalom (m) | dnf-1     | opgave run 1                                                    |
| Kjetil André Aamodt            | combinatie (m)   | dnf-a     | opgave afdaling slalom: 1.35,26 (50,29+44,97)                   |
| Hans Petter Buraas             | slalom (m)       | Goud      | 1.49,31 55,28+54,03                                             |
| Ole Kristian Furuseth          | slalom (m)       | Zilver    | 1.50,64 (+1,33) 55,53+55,11                                     |
| Finn Christian Jagge           | slalom (m)       | 7e        | 1.51,39 (+2,08) 56,06+55,33                                     |
| Finn Christian Jagge           | combinatie (m)   | dns-a     | niet gestart afdaling slalom: 1.35,38 (50,22+45,16)             |
| Lasse Kjus                     | afdaling (m)     | Zilver    | 1.50,51 (+0,40)                                                 |
| Lasse Kjus                     | super g (m)      | 9e        | 1.36,25 (+1,43)                                                 |
| Lasse Kjus                     | reuzenslalom (m) | 8e        | 2.40,65 (+2,14) 1.21,92+1.18,73                                 |
| Lasse Kjus                     | combinatie (m)   | Zilver    | 3.08,65 (+0,59) slalom: 1.33,66 (48,09+45,57) afdaling: 1.34,99 |
| Tom Stiansen                   | reuzenslalom (m) | 17e       | 2.42,88 (+4,37) 1.21,40+1.21,48                                 |
| Tom Stiansen                   | slalom (m)       | 4e        | 1.50,90 (+1,59) 55,70+55,20                                     |
| Harald Christian Strand Nilsen | reuzenslalom (m) | dnf-1     | opgave run 1                                                    |
| Trine Bakke                    | slalom (v)       | dnf-2     | opgave run 2 47,17+dnf                                          |
| Andrine Flemmen                | reuzenslalom (v) | 10e       | 2.54,94 (+4,35) 1.20,04+1.34,90                                 |
| Andrine Flemmen                | slalom (v)       | dnf-1     | opgave run 1                                                    |
| Trude Gimle                    | afdaling (v)     | 16e       | 1.30,87 (+0,98)                                                 |
| Trude Gimle                    | super g (v)      | 25e       | 1.19,71 (+1,69)                                                 |
| Trude Gimle                    | slalom (v)       | dnf-1     | opgave run 1                                                    |
| Trude Gimle                    | combinatie (v)   | dnf-a     | opgave afdaling                                                 |
| Kristine Kristiansen           | afdaling (v)     | dnf       | opgave                                                          |
| Kristine Kristiansen           | super g (v)      | 17e       | 1.19,02 (+1,00)                                                 |
| Kristine Kristiansen           | reuzenslalom (v) | 22e       | 2.58,71 (+8,12) 1.23,04+1.35,67                                 |
| Kristine Kristiansen           | combinatie (v)   | dnf-s2    | opgave slalom run 2 afdaling: 1.30,61 slalom: — (38,49+dnf)     |
| Ingeborg Helen Marken          | afdaling (v)     | 11e       | 1.30,19 (+0,30)                                                 |
| Ingeborg Helen Marken          | super g (v)      | 19e       | 1.19,16 (+1,14)                                                 |
| Ingeborg Helen Marken          | reuzenslalom (v) | dnf-1     | opgave run 1                                                    |
| Ingeborg Helen Marken          | combinatie (v)   | 13e       | 2.47,19 (+6,45) afdaling: 1.30,65 slalom: 1.16,54 (39,00+37,54) |

### Biatlon
| Olympiër                                                                               | Discipline             | Resultaat | Prestatie |
| -------------------------------------------------------------------------------------- | ---------------------- | --------- | --- |
| Frode Andresen                                                                         | 10 km (m)              | Zilver    | 28.17,8 (+1.01,6) pen.: 2 (1 + 1) |
| Frode Andresen                                                                         | 20 km (m)              | 19e       | 59.51,0 (+3.34,6) pen.: 5 (1 + 1 + 1 + 2) |
| Dag Bjørndalen                                                                         | 20 km (m)              | 10e       | 58.34,7 (+2.18,3) pen.: 1 (0 + 0 + 0 + 1) |
| Ole Einar Bjørndalen                                                                   | 10 km (m)              | Goud      | 27.16,2 pen.: 0 (0 + 0) |
| Ole Einar Bjørndalen                                                                   | 20 km (m)              | 7e        | 58.16,8 (+2.00,4) pen.: 4 (1 + 0 + 2 + 1) |
| Egil Gjelland                                                                          | 10 km (m)              | 13e       | 28.49,1 (+1.32,9) pen.: 1 (0 + 1) |
| Halvard Hanevold                                                                       | 10 km (m)              | 8e        | 28.40,8 (+1.24,6) pen.: 2 (1 + 1) |
| Halvard Hanevold                                                                       | 20 km (m)              | Goud      | 56.16,4 pen.: 1 (0 + 0 + 0 + 1) |
| Team Egil Gjelland Halvard Hanevold Dag Bjørndalen Ole Einar Bjørndalen                | 4x7,5 km estafette (m) | Zilver    | 1:21.56,3 (+20,1) pen.: 0-7 20.33,8 pen.: 0-2 (0-1 + 0-1) 20.08,7 pen.: 0-1 (0-1 + 0-0) 21.25,0 pen.: 0-4 (0-2 + 0-2) 19.48,8 pen.: 0-0 (0-0 + 0-0)  |
| Gunn Margit Andreassen                                                                 | 7,5 km (v)             | 56e       | 26.36,2 (+3.28,2) pen.: 4 (3 + 1) |
| Gunn Margit Andreassen                                                                 | 15 km (v)              | 40e       | 1:01.28,5 (+7.36,5) pen.: 5 (0 + 1 + 3 + 1) |
| Annette Sikveland                                                                      | 7,5 km (v)             | 15e       | 24.09,5 (+1.01,5) pen.: 2 (1 + 1) |
| Annette Sikveland                                                                      | 15 km (v)              | 8e        | 56.38,7 (+1.46,7) pen.: 3 (0 + 0 + 2 + 1) |
| Ann Elen Skjelbreid                                                                    | 7,5 km (v)             | 37e       | 25.22,8 (+2.14,8) pen.: 4 (1 + 3) |
| Ann Elen Skjelbreid                                                                    | 15 km (v)              | 34e       | 1:01.00,3 (+7.08,3) pen.: 7 (2 + 1 + 1 + 3) |
| Liv Grete Skjelbreid                                                                   | 7,5 km (v)             | 23e       | 24.44,0 (+1.36,0) pen.: 3 (2 + 1) |
| Liv Grete Skjelbreid                                                                   | 15 km (v)              | 15e       | 57.21,2 (+2.29,2) pen.: 5 (0 + 3 + 1 + 1) |
| Team Ann Elen Skjelbreid Annette Sikveland Gunn Margit Andreassen Liv Grete Skjelbreid | 4x7,5 km estafette (v) | Brons     | 1:40.37,3 (+23,7) pen.: 2-10 25.47,2 pen.: 1-4 (0-1 + 1-3) 24.55,0 pen.: 1-4 (1-3 + 0-1) 25.20,8 pen.: 0-0 (0-0 + 0-0) 24.34,3 pen.: 0-2 (0-0 + 0-2) |

### Bobsleeën
| Olympiër                                                         | Discipline                | Resultaat | Prestatie                               |
| ---------------------------------------------------------------- | ------------------------- | --------- | --------------------------------------- |
| Arnfinn Kristiansen Jørn Stian Dahl Peter Kildal Dagfinn Aarskog | 4-mansbob (m) Noorwegen I | 17e       | 2.42,07 (+2,66) (53,96 / 53,78 / 54,33) |

### Curling
| Olympiër                                                                        | Discipline | Resultaat | Prestatie |
| ------------------------------------------------------------------------------- | ---------- | --------- | --- |
| Eigil Ramsfjell Jan Thoresen Stig-Arne Gunnestad Anthon Grimsmo Tore Torvbråten | mannen     | Brons     | Groepsfase: 2- 4 onbekend Noorwegen - Groot-Brittannië 7- 5 onbekend Noorwegen - Duitsland 6- 7 onbekend Noorwegen - Verenigde Staten 5- 3 onbekend Noorwegen - Japan 7- 4 onbekend Noorwegen - Zweden 5- 4 onbekend Noorwegen - Zwitserland 10- 8 onbekend Noorwegen - Canada Halve finale: 7- 8 onbekend Noorwegen - Zwitserland Bronzen finale: 9- 4 onbekend Noorwegen - Verenigde Staten |
| Dordi Nordby Marianne Haslum Kristin Tøsse Løvseth Hanne Woods Grethe Wolan     | vrouwen    | 5e        | Groepsfase: 2- 8 onbekend Noorwegen - Zweden 6- 5 onbekend Noorwegen - Canada 4- 6 onbekend Noorwegen - Groot-Brittannië 6- 7 onbekend Noorwegen - Duitsland 4- 8 onbekend Noorwegen - Japan 9- 8 onbekend Noorwegen - Verenigde Staten 3- 8 onbekend Noorwegen - Denemarken |

### Freestyleskiën
| Olympiër          | Discipline  | Resultaat | Prestatie                           |
| ----------------- | ----------- | --------- | ----------------------------------- |
| Kari Traa         | moguls (v)  | Brons     | 24,09 p. (kwalificatie: 22,51 p.)   |
| Hilde Synnøve Lid | aerials (v) | 6e        | 160,18 p. (kwalificatie: 168,79 p.) |

### Langlaufen
| Olympiër                                                              | Discipline                    | Resultaat | Prestatie                                       |
| --------------------------------------------------------------------- | ----------------------------- | --------- | ----------------------------------------------- |
| Thomas Alsgaard                                                       | 10 km klassiek (m)            | 5e        | 27.48,1 (+23,6)                                 |
| Thomas Alsgaard                                                       | 30 km klassiek (m)            | dnf       | opgave                                          |
| Thomas Alsgaard                                                       | 50 km vrije stijl (m)         | 6e        | 2:07.21,5 (+2.13,3)                             |
| Thomas Alsgaard                                                       | achtervolging 10 km+15 km (m) | Goud      | 1:07.01,7 (10 km:27.48 + 15 km:39.13,7)         |
| Bjørn Dæhlie                                                          | 10 km klassiek (m)            | Goud      | 27.24,5                                         |
| Bjørn Dæhlie                                                          | 30 km klassiek (m)            | 20e       | 1:40.18,5 (+6.22,7)                             |
| Bjørn Dæhlie                                                          | 50 km vrije stijl (m)         | Goud      | 2:05.08,2                                       |
| Bjørn Dæhlie                                                          | achtervolging 10 km+15 km (m) | Zilver    | +1,1 (10 km:27.24 + 15 km:39.38,8)              |
| Anders Eide                                                           | 50 km vrije stijl (m)         | 11e       | 2:11.06,9 (+5.58,7)                             |
| Tor-Arne Hetland                                                      | 50 km vrije stijl (m)         | 24e       | 2:15.21,7 (+10.13,5)                            |
| Erling Jevne                                                          | 10 km klassiek (m)            | 7e        | 27.58,7 (+34,2)                                 |
| Erling Jevne                                                          | 30 km klassiek (m)            | Zilver    | 1:35.27,1 (+1.31,3)                             |
| Erling Jevne                                                          | achtervolging 10 km+15 km (m) | dns       | niet gestart 15 km (10 km:27.58 + 15 km:dns)    |
| Sture Sivertsen                                                       | 10 km klassiek (m)            | 9e        | 28.10,6 (+46,1)                                 |
| Sture Sivertsen                                                       | 30 km klassiek (m)            | 15e       | 1:39.44,9 (+5.49,1)                             |
| Sture Sivertsen                                                       | achtervolging 10 km+15 km (m) | 27e       | +3.51,5 (10 km:28.10 + 15 km:42.43,2)           |
| Team Sture Sivertsen Erling Jevne Bjørn Dæhlie Thomas Alsgaard        | 4x10 km estafette (m)         | Goud      | 1:40.55,7 26.20,0 25.18,9 24.42,3 24.34,5       |
| Trude Dybendahl-Hartz                                                 | 5 km klassiek (v)             | 8e        | 18.08,0 (+30,1)                                 |
| Trude Dybendahl-Hartz                                                 | 15 km klassiek (v)            | 6e        | 48.19,0 (+1.23,6)                               |
| Trude Dybendahl-Hartz                                                 | 30 km vrije stijl (v)         | dnf       | opgave                                          |
| Trude Dybendahl-Hartz                                                 | achtervolging 5 km+10 km (v)  | 11e       | +1.06,1 (5 km:18.08 + 10 km:29.05,0)            |
| Marit Mikkelsplass                                                    | 5 km klassiek (v)             | 6e        | 17.53,5 (+15,6)                                 |
| Marit Mikkelsplass                                                    | 15 km klassiek (v)            | 5e        | 48.12,5 (+1.17,1)                               |
| Marit Mikkelsplass                                                    | 30 km vrije stijl (v)         | 9e        | 1:25.36,9 (+3.35,4)                             |
| Marit Mikkelsplass                                                    | achtervolging 5 km+10 km (v)  | 14e       | +1.45,4 (5 km:17.53 + 10 km:29.59,3)            |
| Anita Moen-Guidon                                                     | 5 km klassiek (v)             | 7e        | 18.04,4 (+26,5)                                 |
| Anita Moen-Guidon                                                     | 15 km klassiek (v)            | Brons     | 47.52,6 (+57,2)                                 |
| Anita Moen-Guidon                                                     | achtervolging 5 km+10 km (v)  | 8e        | +57,7 (5 km:18.04 + 10 km:29.00,6)              |
| Elin Nilsen                                                           | 30 km vrije stijl (v)         | 4e        | 1:24.24,5 (+2.23,0)                             |
| Bente Martinsen                                                       | 5 km klassiek (v)             | Brons     | 17.49,4 (+11,5)                                 |
| Bente Martinsen                                                       | 15 km klassiek (v)            | 6e        | 48.19,0 (+1.23,6)                               |
| Bente Martinsen                                                       | achtervolging 5 km+10 km (v)  | 9e        | +1.04,2 (5 km:17.49 + 10 km:29.22,1)            |
| Maj Helen Sorkmo                                                      | 30 km vrije stijl (v)         | 19e       | 1:29.16,9 (+7.15,4)                             |
| Team Bente Martinsen Marit Mikkelsplass Elin Nilsen Anita Moen-Guidon | 4x5 km estafette (v)          | Zilver    | 55.38,0 (+24,5) 14.14,3 13.51,7 14.03,6 13.28,4 |

### Noordse combinatie
| Olympiër                                                                | Discipline      | Resultaat | Prestatie |
| ----------------------------------------------------------------------- | --------------- | --------- | --- |
| Bjarte Engen Vik                                                        | individueel (m) | Goud      | — — schans: 241,0 p — 15 km: 41.21,1 |
| Fred Børre Lundberg                                                     | individueel (m) | 16e       | +3.11,2 — schans: 205,0 p — 15 km: 40.56,3 |
| Kristian Hammer                                                         | individueel (m) | 26e       | +4.46,6 — schans: 203,5 p — 15 km: 42.22,7 |
| Halldor Skard                                                           | individueel (m) | dnf       | opgave — schans: 186,0 p — 15 km: — |
| Team Halldor Skard Kenneth Braaten Bjarte Engen Vik Fred Børre Lundberg | team (m)        | Goud      | — — schans: 901,0 p — 20 km: 54.03,5 schans: 222,5 p — 5 km: 13.38,6 schans: 204,0 p — 5 km: 13.29,1 schans: 255,0 p — 5 km: 13.40,1 schans: 219,5 p — 5 km: 13.15,7 |

### Schaatsen
| Olympiër             | Discipline   | Resultaat | Prestatie                   |
| -------------------- | ------------ | --------- | --------------------------- |
| Remi Hereide         | 5000 m (m)   | 12e       | 6.39,35 (+17,15)            |
| Remi Hereide         | 10.000 m (m) | 15e       | 14.09,90 (+54,57)           |
| Steinar Johansen     | 1500 m (m)   | 28e       | 1.52,88 (+5,01)             |
| Grunde Njøs          | 500 m (m)    | dnf       | opgave 36,32+opgave         |
| Grunde Njøs          | 1000 m (m)   | 14e       | 1.12,27 (+1,63)             |
| Brigt Rykkje         | 1500 m (m)   | 29e       | 1.52,91 (+5,04)             |
| Lasse Sætre          | 5000 m (m)   | 11e       | 6.38,95 (+16,75)            |
| Lasse Sætre          | 10.000 m (m) | 7e        | 13.42,94 (+27,61)           |
| Ådne Søndrål         | 1500 m (m)   | Goud      | 1.47,87                     |
| Kjell Storelid       | 5000 m (m)   | 8e        | 6.37,12 (+14,92)            |
| Kjell Storelid       | 10.000 m (m) | 5e        | 13.35,95 (+20,62)           |
| Roger Strøm          | 500 m (m)    | 10e       | 1.12,68 (+1,33) 36,53+36,15 |
| Roger Strøm          | 1000 m (m)   | 34e       | 1.13,58 (+2,94)             |
| Edel Therese Høiseth | 500 m (v)    | 20e       | 1.20,01 (+3,41) 40,02+39,99 |
| Edel Therese Høiseth | 1000 m (v)   | 14e       | 1.19,23 (+2,72)             |
| Anette Tønsberg      | 1500 m (v)   | 17e       | 2.03,03 (+5,45)             |
| Anette Tønsberg      | 3000 m (v)   | 15e       | 4.19,24 (+11,95)            |
| Anette Tønsberg      | 5000 m (v)   | 13e       | 7.28,39 (+28,78)            |

### Schansspringen
| Olympiër                                                            | Discipline                     | Resultaat | Prestatie |
| ------------------------------------------------------------------- | ------------------------------ | --------- | --- |
| Espen Bredesen                                                      | normale schans individueel (m) | 36e       | 82,5 punten 82,5 p. (74,5 m) + niet geplaatst voor tweede ronde |
| Kristian Brenden                                                    | normale schans individueel (m) | 8e        | 215,5 punten 112,0 p. (87,5 m) + 103,5 p. (84,0 m) |
| Kristian Brenden                                                    | grote schans individueel (m)   | 13e       | 234,5 punten 104,4 p. (113,0 m) + 130,1 p. (127,0 m) |
| Roar Ljøkelsøy                                                      | normale schans individueel (m) | 40e       | 80,0 punten 80,0 p. (74,0 m) + niet geplaatst voor tweede ronde |
| Roar Ljøkelsøy                                                      | grote schans individueel (m)   | 9e        | 242,3 punten 116,6 p. (119,5 m) + 125,7 p. (124,0 m) |
| Lasse Ottesen                                                       | grote schans individueel (m)   | 10e       | 238,9 punten 118,8 p. (121,0 m) + 120,1 p. (122,0 m) |
| Henning Stensrud                                                    | normale schans individueel (m) | 23e       | 193,0 punten 96,0 p. (81,0 m) + 97,0 p. (81,0 m) |
| Henning Stensrud                                                    | grote schans individueel (m)   | 38e       | 89,7 punten 89,7 p. (106,5 m) + niet geplaatst voor tweede ronde |
| Team Henning Stensrud Lasse Ottesen Roar Ljøkelsøy Kristian Brenden | grote schans team (m)          | 4e        | 870,6 punten 92,7 p. (109,0 m) + 133,5 p. (130,0 m) 107,4 p. (115,5 m) + 101,4 p. (113,0 m) 63,4 p. (93,0 m) + 117,5 p. (120,0 m) 135,9 p. (133,0 m) + 118,8 p. (121,0 m) |

### Snowboarden
| Olympiër             | Discipline   | Resultaat | Prestatie                      |
| -------------------- | ------------ | --------- | ------------------------------ |
| Daniel Franck        | halfpipe (m) | Zilver    | 82,4 p. kwal. 1: 39,6 q        |
| Klas Vangen          | halfpipe (m) | 15e       | 70,9 p. kwal. 1: 38,3 q        |
| Kim Christiansen     | halfpipe (m) | 20e       | dnq kwal. 1: 38,1 kwal. 2:37,7 |
| Roger Hjelmstadstuen | halfpipe (m) | 33e       | dnq kwal. 1: 35,2 kwal. 2:31,3 |
| Stine Brun Kjeldaas  | halfpipe (v) | Zilver    | 74,2 p. kwal. 1: 37,6 q        |
| Anne Molin Kongsgård | halfpipe (v) | 16e       | dnq kwal. 1: 29,3 kwal. 2:29,2 |
| Christel Thoresen    | halfpipe (v) | 21e       | dnq kwal. 1: 24,3 kwal. 2:24,4 |

Amerikaanse Maagdeneilanden · Andorra · Argentinië · Armenië · Australië · Azerbeidzjan · België · Bermuda · Bosnië en Herzegovina · Brazilië · Bulgarije · Canada · Chili · China · Chinees Taipei · Cyprus · Denemarken · Duitsland · Estland · Finland · Frankrijk · Georgië · Griekenland · Groot-Brittannië · Hongarije · Ierland · IJsland · India · Iran · Israël · Italië · Jamaica · Japan · Joegoslavië · Kazachstan · Kenia · Kirgizië · Kroatië · Letland · Liechtenstein · Litouwen · Luxemburg · Macedonië · Moldavië · Monaco · Mongolië · Nederland · Nieuw-Zeeland · Noord-Korea · Noorwegen · Oekraïne · Oezbekistan · Oostenrijk · Polen · Portugal · Puerto Rico · Roemenië · Rusland · Slovenië · Slowakije · Spanje · Trinidad en Tobago · Tsjechië · Turkije · Uruguay · Venezuela · Verenigde Staten · Wit-Rusland · Zuid-Afrika · Zuid-Korea · Zweden · Zwitserland